# Infestación
Se denomina infestación a la invasión de un organismo vivo por agentes parásitos externos o internos. La diferencia fundamental con el término infección es que este último se aplica exclusivamente a microorganismos que  tienen como objetivo su reproducción en el organismo infectado, causando en muchas ocasiones la muerte del mismo, mientras que el objetivo de los parásitos es su supervivencia a costa del huésped que parasitan.
El término infección debe restringirse a la acción de bacterias, virus y otros microorganismos cuya acción sea la descrita anteriormente.
Ejemplos de parásitos:
- Hongos, como las tiñas o las cándidas.
- Protozoos, como Balantidium o Tripanosoma.
- Artrópodos, como los piojos, ácaros o pentastómidos.[2]
- Nematodos, como Ascaris.
- Platelmintos, como las tenias.